# محمد عبد الله الكيلاني
محمد عبد الله الكيلاني، مواليد 1961 التل – سوريا.

## دراسته
- تخرج من كلية الهندسة الميكانيكية في جامعة قاريونس -ببنغازي.- ليبيا.
- تابع دراسته في بريطانيا – دراسات عليا في الإدارة الهندسية والتخطيط من جامعة ادينبرا 1992م.
- تخلل فترة الدراسة نشاطا طلابيا واسعا في ادينبرا بين الجالية العربية.

## العمل
- بعد التخرج التحق بعمل تطوعي مع هيئة الإغاثة الإسلامية في برمنجهام حيث تم انتدابه للإشراف على خمسة مكاتب للهيئة في كرواتيا والبوسنا عام 1993م.
- انخرط بالعمل إداري والتنسيق بين المكتب الرئيس في برمنجهام والمكاتب المحلية وبين مكاتب الامم المتحدة المعنية في زغرب.
- التحق في نهاية عام 1993م بالسفارة القطرية بلندن بالملحقية الثقافية لمتابعة الطلاب القطريين المبتعثين لغاية يناير 1998م. وقد اتيح له الفرصة باوقات متعددة لتمثيل الملحقية في اجتماعات مختلفة ومتعددة في لندن.
- وتخلل هذه السنوات الأربع نشاطا تطوعيا تعليميا، حيث تم إنشاء مدرسة تقوم بتقديم الخدمات التعليمية للجالية الإسلامية في مدينة واتفورد بالتعاون مع الكنيسة المحلية في الحي والبلدية
- في عام 1998م انتقل إلى الدوحة للعمل بالقطاع الخاص وتم إنشاء مجموعة غانم بن سعد آل سعد وأولاده لغاية 2006م حيث تم تأسيس مجموعة من الشركات في قطاعات مختلفة كما أن اتصالاته اتسعت بحجم العمل في المجموعة.
- انتقل إلى متابعة تأسيس شركة بروة العقارية
- ثم انشأ مكتبا خاصا للتدريب والتطوير البشري تحت اشراف المجلس الأعلى للتعليم.